# Rybners Tekniske Gymnasium
Rybners Tekniske Gymnasium  er en selvejende uddannelsesinstitution, som ligger i forbindelse med EUC Vest i Esbjerg. Skolen er grundlagt i 1985. Mellem 2003 og 2006 blev det nuværende gymnasium bygget i en større renovering og ombygning af EUC Vest.
Der er for tiden (2012) ca. 450 elever. I 2009 opnåede en af skolens elever Nick Bruun landets højeste gennemsnit på 12,7.
Rektor er Lars Andersen.

## Studenter
- Jerry Lucena